# Pedro Subercaseaux
Pedro León Maximiano María Subercaseaux Errázuriz (Roma, 10 de diciembre de 1880-Santiago, 3 de enero de 1956) fue un pintor e historietista chileno nacido en Italia.
Célebre por sus obras que ilustran la historia y las costumbres de Chile, caracterizadas por la profunda asertividad y minuciosidad de los detalles de los personajes retratados, así como por ser el autor, bajo el seudónimo Lustig, de una de las primeras series de cómic chileno: Federico Von Pilsener. Su arte está también reflejado en dibujos y retratos de santos, en particular san Francisco de Asís.

## Inicios como artista
Fue el hijo mayor del embajador y pintor Ramón Subercaseaux Vicuña y de Amalia Errázuriz Urmeneta, ambos miembros de familias acomodadas y conocidas de Santiago, y hermano de Luis y Juan Subercaseaux Errázuriz.
Realizó sus estudios en Europa, desarrollando su vocación artística bajo el alero instructivo de su padre. En 1896 ingresó a la Real Academia Superior de Arte de Berlín y en 1899 estudió en el taller de Lorenzo Vallés y en la Escuela Libre, en Roma. En 1900 se mudó a París para ingresar a la Académie Julian.
Bajo el seudónimo de P.S., trabajó como dibujante para El Diario Ilustrado a partir de 1902. Se encargó de las ilustraciones de las leyendas coloniales de Joaquín Díaz Garcés y de los cuentos policiales de Alberto Edwards para el Pacífico Magazine. Desde 1906 fue caricaturista de la revista Zig-Zag bajo el seudónimo de Lustig, dando vida a la primera tira cómica chilena llamada «Un alemán en Chile».

## Casamiento y conversión en monje

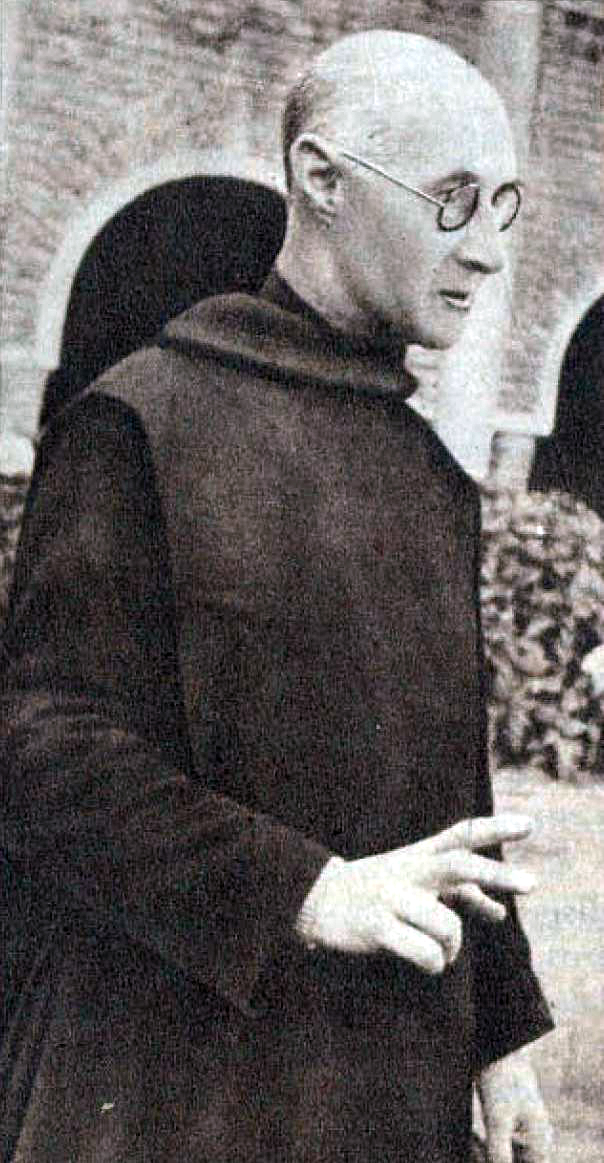
Pedro Subercaseaux con vestiduras de monje.

En 1907 se casó con Elvira Lyon Otaegui, con quien compartía el gusto por las artes, la literatura y la religión.
Desde 1913 trabajó para la revista Pacífico Magazine y se dedicó bastante a la ilustración de libros. Por la misma fecha se le encargaron grandes tareas, como la decoración de grandes espacios públicos, como el mural que decora la Bolsa de Comercio, los murales del Diario Ilustrado, de la Intendencia de Santiago, entre otros.
Sin embargo, tras la Primera Guerra Mundial, Subercaseaux consideró que su vida debía abocarse a vivir una religiosidad plena, influido en gran medida por el estudio que realizaba en Italia sobre san Francisco de Asís para retratarlo. El matrimonio solicitó al papa autorización para separarse y llevar cada uno vida consagrada, Pedro como monje benedictino y Elvira en un convento en Toledo.

## Su arte volcado a la religión
En 1925, cuando ya había ingresado al Monasterio Benedictino de Nuestra Señora de Quarr, en la Isla de Wight (Inglaterra), la casa Marshall Jones Company de Boston (Estados Unidos) editó un libro con su serie de acuarelas sobre la vida de san Francisco de Asís, con textos del poeta danés Johannes Jørgensen. También ilustró un libro de oraciones para niños para la Editorial Burn & Oates en 1930 y dibujó la vida de san Benito.
En 1938 fue enviado de regreso a Chile con la misión de fundar un monasterio de la Orden Benedictina en Santiago. Falleció en Santiago el 3 de enero de 1956. Sus restos descansan en una sencilla tumba, en el cementerio del Monasterio Benedictino de la Santísima Trinidad de Las Condes, Santiago.

## Galería

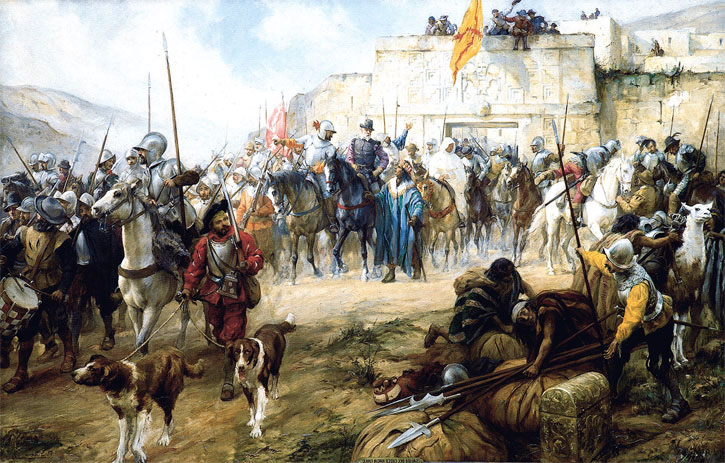
Expedición de Almagro a Chile.
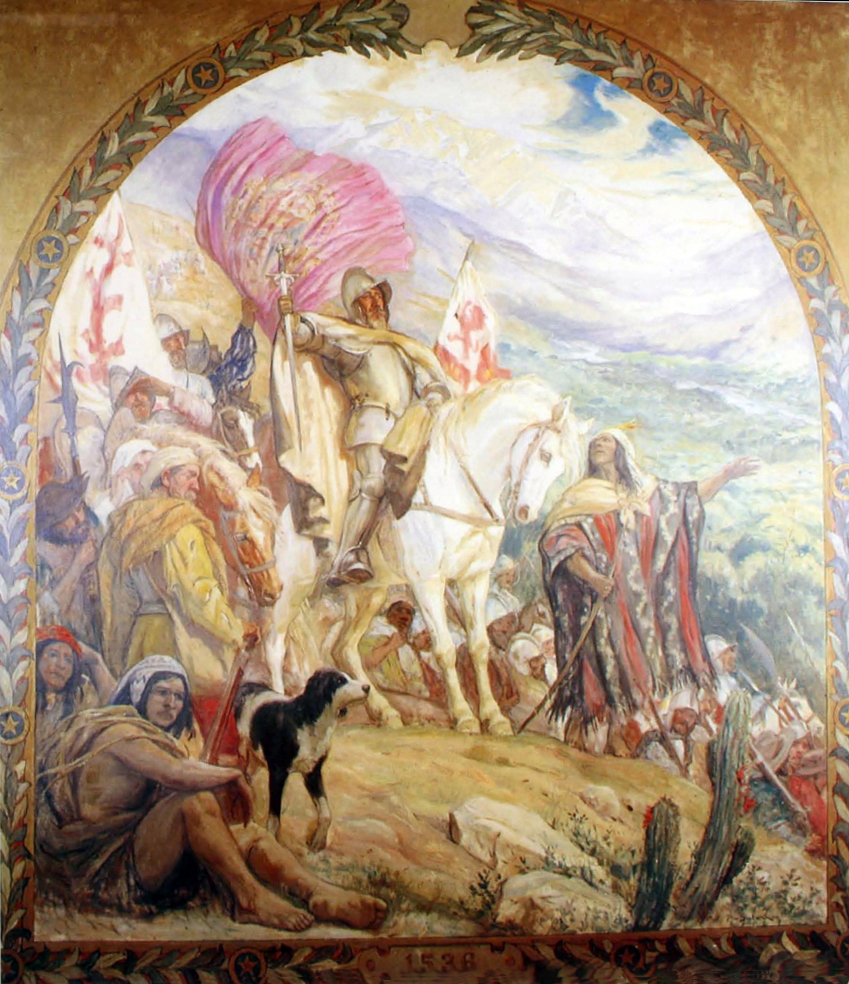
Descubrimiento de Chile por Diego de Almagro.
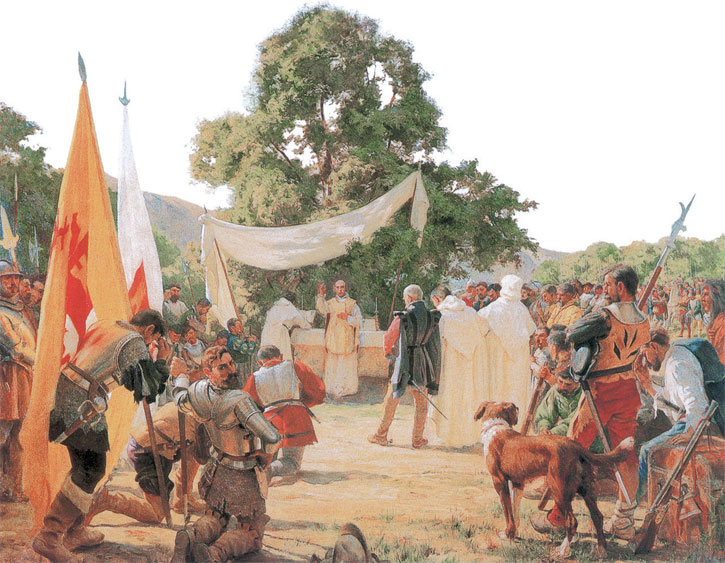
Primera misa en Chile.
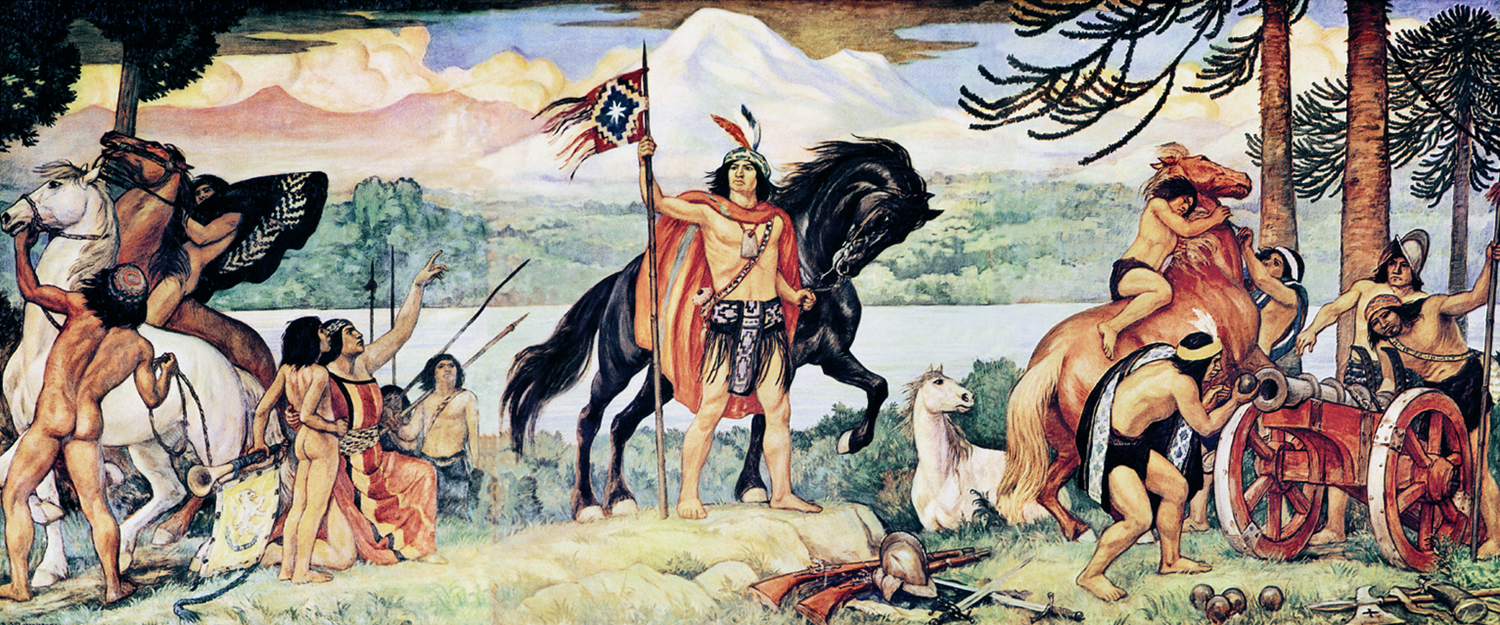
El joven Lautaro.
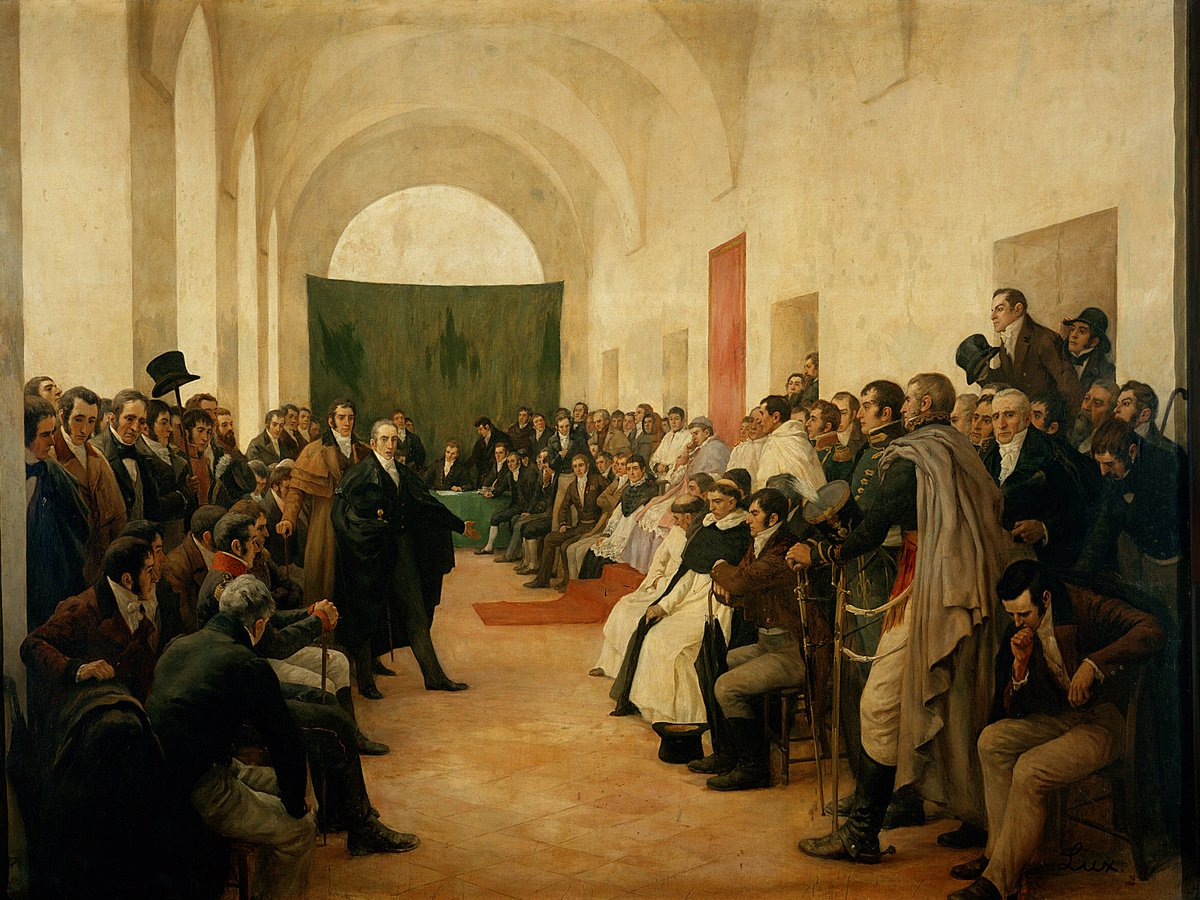
Cabildo Abierto de Buenos Aires.
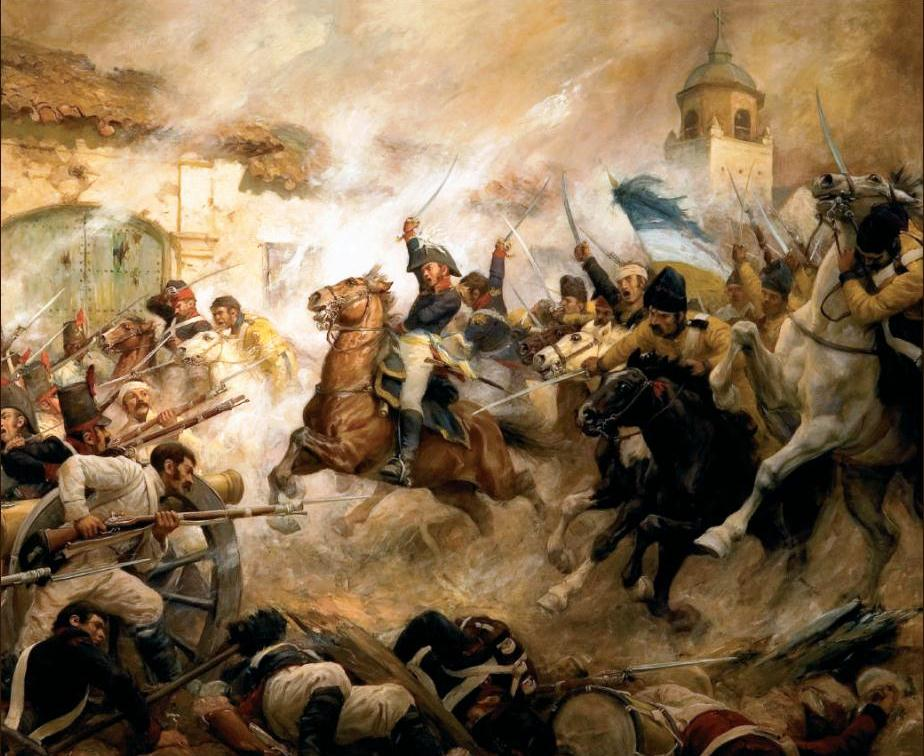
Carga de O'Higgins en la batalla de Rancagua.
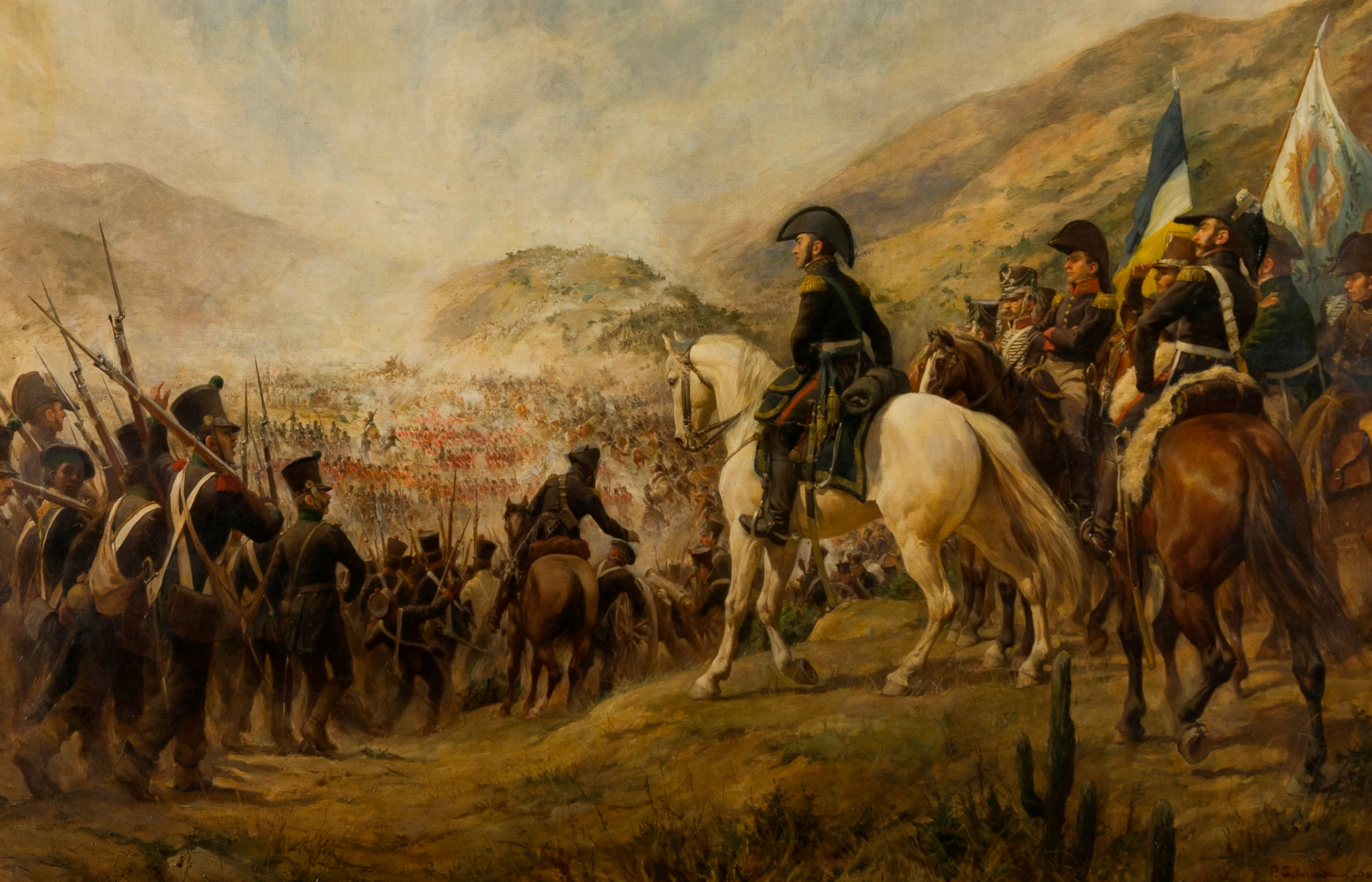
Batalla de Chacabuco.
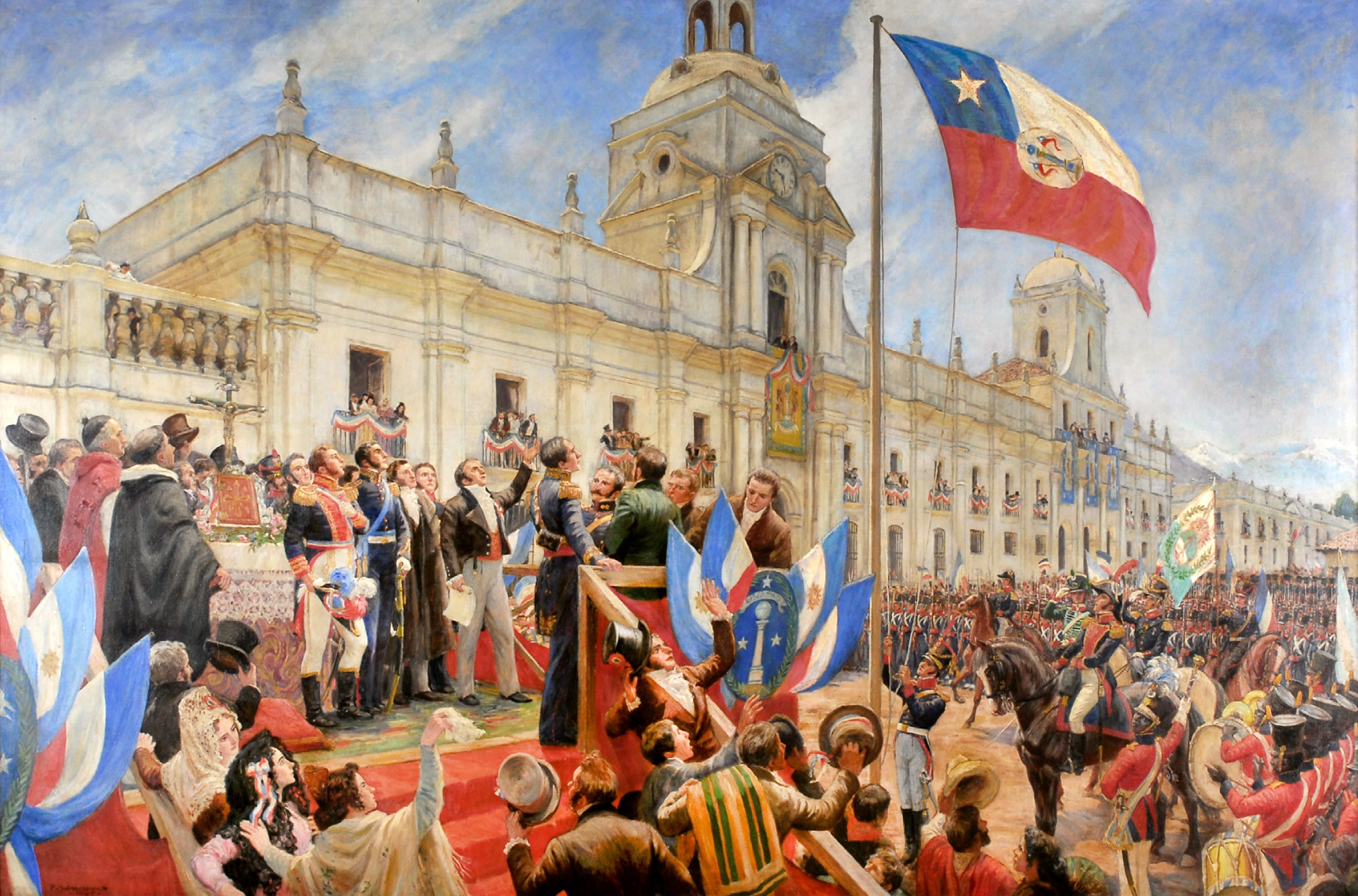
Jura de la Independencia.
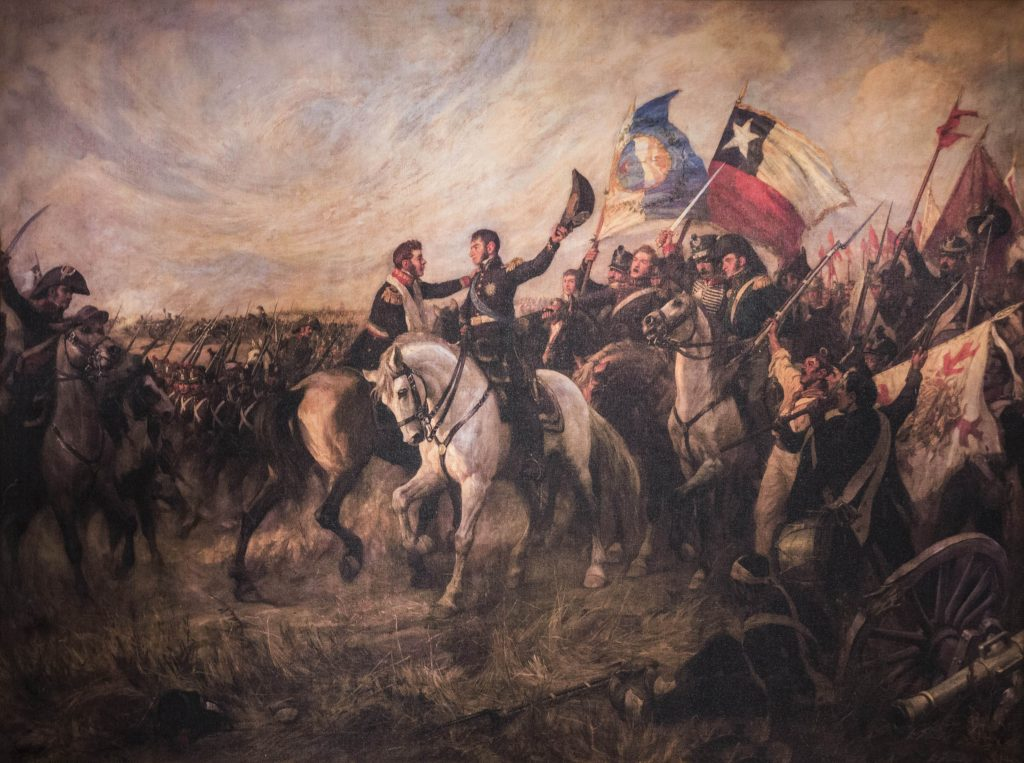
El Abrazo de Maipú.
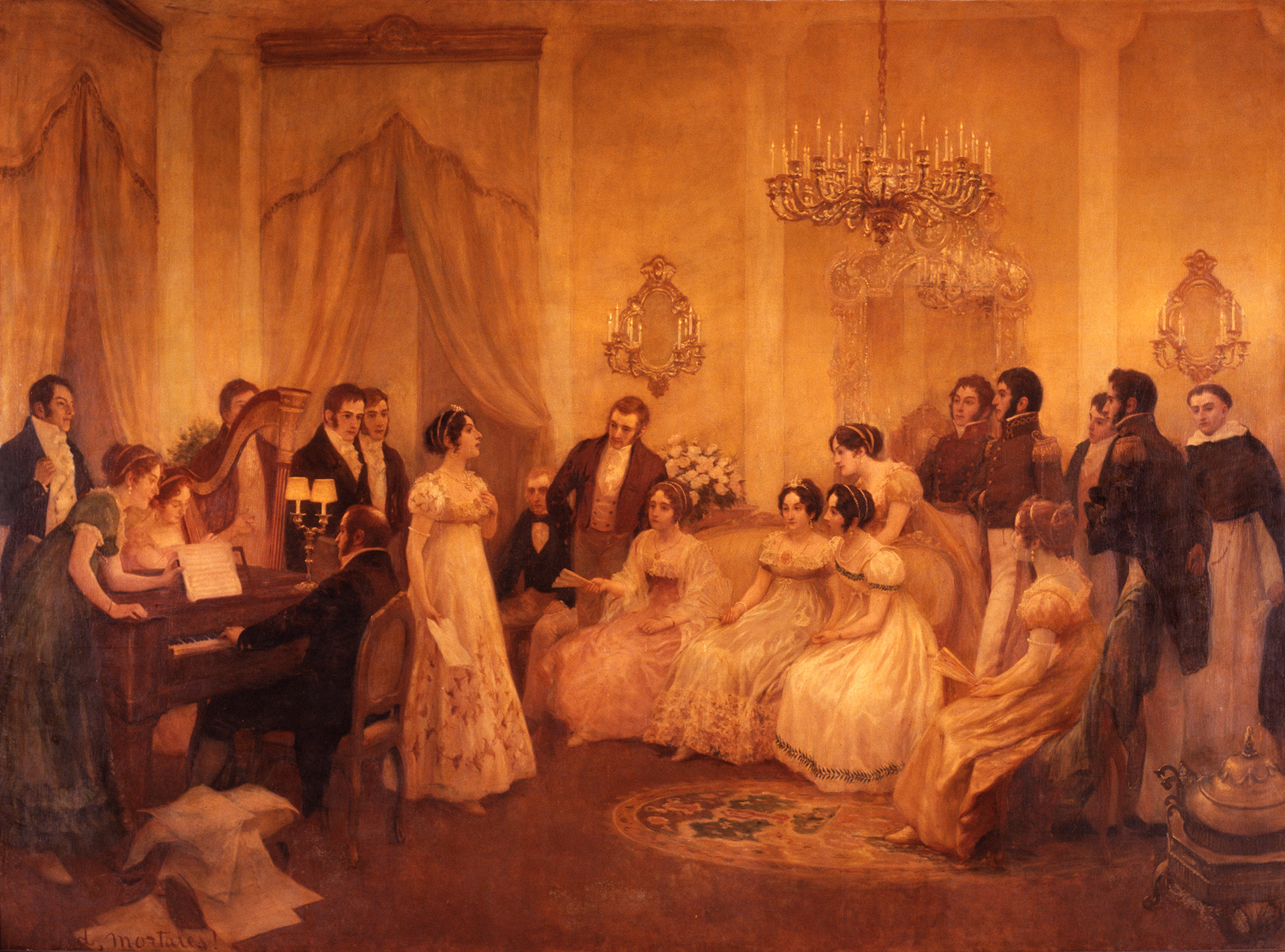
El Himno Nacional Argentino se interpreta por primera vez.
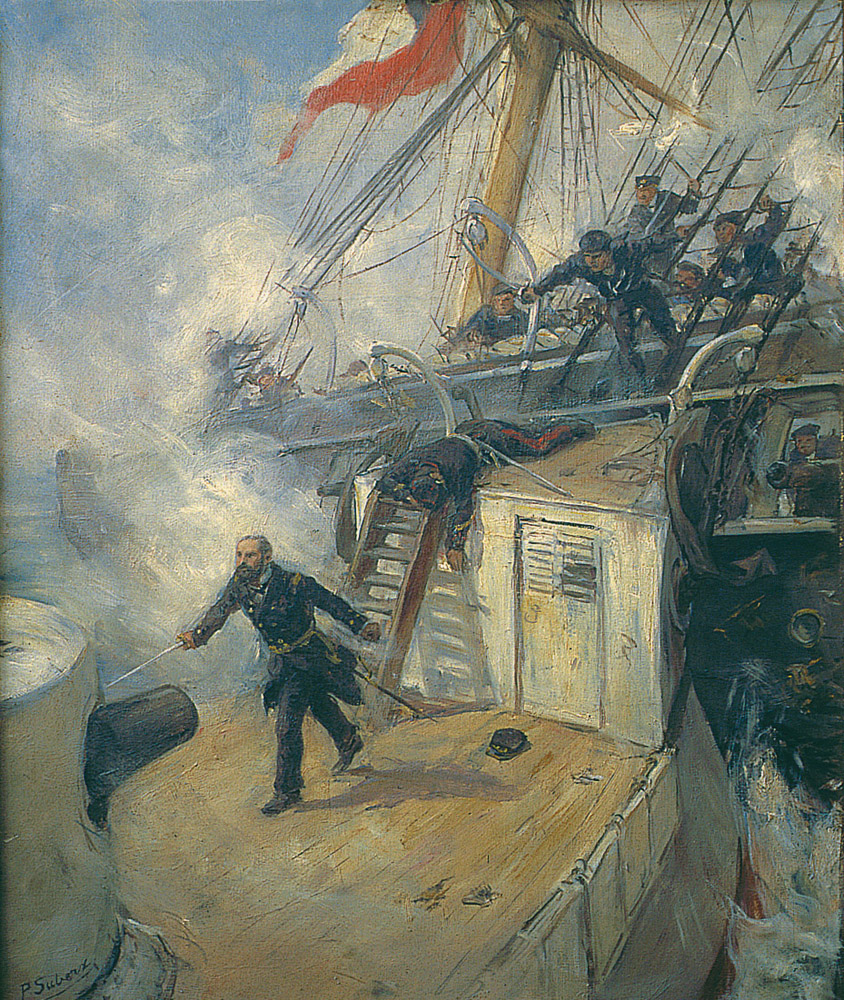
Abordaje de Arturo Prat.
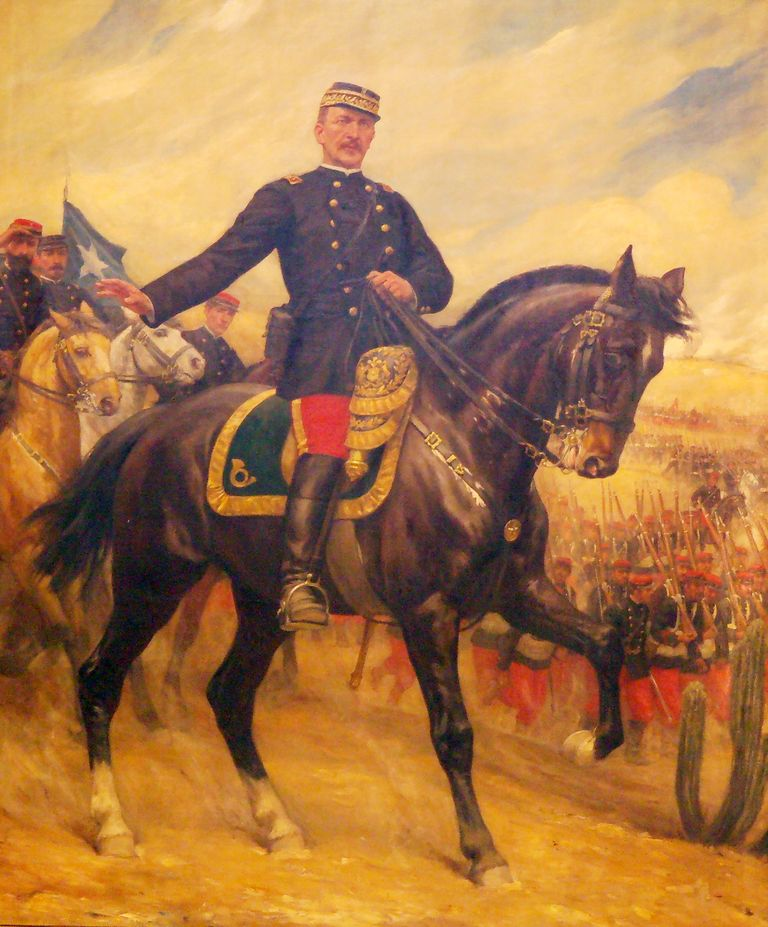
General Baquedano.
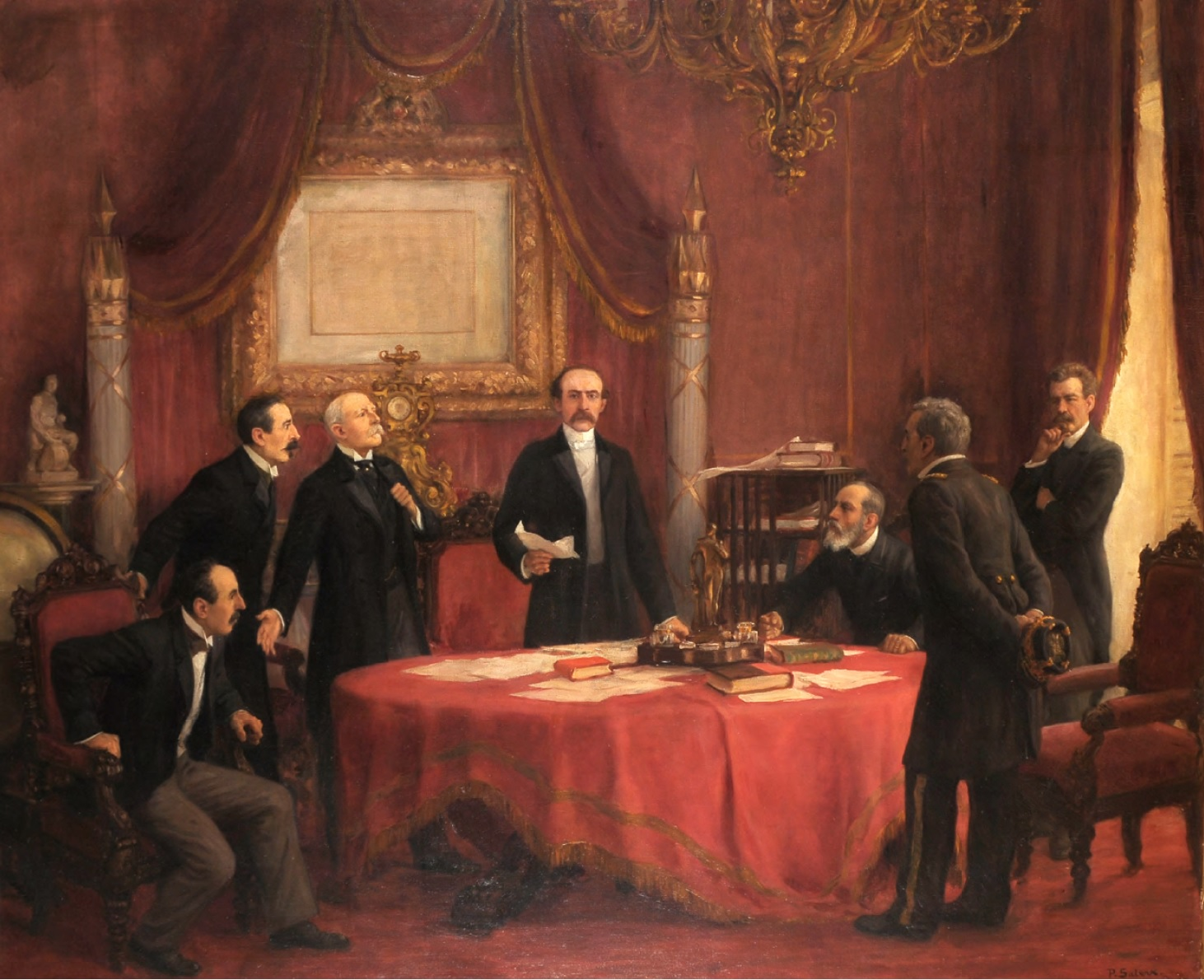
Balmaceda y sus ministros.